# جوزيف الكسندر كوبر
جوزيف الكسندر كوبر (بالإنجليزية: Joseph Alexander Cooper)‏ هو ضابط أمريكي، ولد في 25 نوفمبر 1823 في مقاطعة ويتلي في الولايات المتحدة، وتوفي في 20 مايو 1910 في ستافورد في الولايات المتحدة.